# المليار الذهبي
المليار الذهبي أو مليار الذهب هو من المختصر جعل عدد سكان العالم مليار شخص من الأثرياء فقط والباقى فى ذمة الله ، (بالروسية: золотой миллиард) هو مصطلح شائع في روسيا والبلاد الناطقة بالروسية للإشارة إلى الدول الصناعية الغنية (دول العالم الأول).
الفكرة الأساسية القائم عليها هذا المصطلح هي أن ثراء الغرب قائم جزئياً على استغلاله لمستعمراته السابقة في العالم الثالث. ولذا فإن أنصار هذه الفرضية يرون ضرورة الحد من حرية التجارة ومن التدخل الأجنبي في اقتصاد الدول. ويرى منظرو هذا المصطلح أن الفرق في الدخل بين سكان دول العالم الأول ودول العالم الثالث لا يمكن تفسيره بفارق الإنتاجية الفردية، إذ أن هناك كثير من الأمثلة حيث تتجاوز إنتاجية مواطني دول فقيرة إنتاجية نظرائهم في الدول الغنية (مثال ذلك عمال الخياطة في الصين ونظرائهم في أمريكا مثلاً)، ومع ذلك يبقى هؤلاء فقراء وهؤلاء أغنياء. وفي المحصلة فإن استمرار استغلال شعوب الدول الفقيرة بهذا النحو خصوصاً من قبل الشركات متعددة الجنسيات يمثل عائقاً في وجه تطور الدول النامية والتي لا تحصل من عوائد انخراطها في نظم العولمة والرأسمالية والسوق الحرة إلا على الفتات فيما تعود معظم الفوائد على دول المليار الذهبي.
وترى نظرية المليار الذهبي أن موارد الأرض لا تستطيع أن تلبي حاجات سوى مليار نسمة من البشر ليعيشوا بمستوى دخل مناظر لما هو عليه الحال في الدول الغنية. وبالتالي فإن نمط الاستهلاك المفرط والرفاهية العالية التي يتمتع بها سكان الدول الغنية لا يمكن توفيرها لباقي سكان العالم بسبب محدودية الموارد على كوكب الأرض، هذه النظرية بذلك تعارض ما يدعو إليه مناصرو الرأسمالية والسوق الحرة الذين يعتقدون أن منظومة السوق الحر ستتيح تدريجياً لكل الشعوب المنخرطة فيها أن تصل إلى مستوى الغنى والرفاه الموجود في العالم الغربي. 
| 0.850–0.899 0.800–0.849 0.750–0.799 0.700–0.749 0.650–0.699 | 0.600–0.649 0.550–0.599 0.500–0.549 0.450–0.499 0.400–0.449 | 0.350-0.399 0.300-0.349 0.250-0.299 ≤ 0.250 Data unavailable |

World map of all countries by the Inequality-adjusted Human Development Index

وبعيدا عن نظرية المؤامرة فإن هناك كثير من الكوارث التي مرت على البشرية .مثل الإيبولا والجماعات المتطرفة كانت في نتائجها صور تمثل إبادة جماعية يتعرض لها العنصر البشري .
وصدرت تصريحات كثيرة تلمح إلى كوارث فناء كثيرة تهدد وجود الملايين آخر تلك التصريحات تصريح بيل غيتس في مؤتمر ميونيخ 2017 للأمن حيث صرح: على البشرية أن تستعد لوباء!

## وصلات خارجية
- "ما هو مصير "المليار الذهبي"؟ فيديو باللغة العربية لبرنامج بانوراما من قناة روسيا اليوم
- المليار الذهبي: الذي سيلتهم خمس مليارات من البشر. د. ثائر دوري